# جميل بايق
جميل بايق (بالكردية: Cemîl Bayik‏)، المعروف أيضا باسم جمعة (Cuma)، هو أحد المؤسسين الخمسة لحزب العمال الكردستاني وأحد أبرز قادة الحزب، وهو أحد الأعضاء اللجنة القيادية في منظومة مجتمع الكردستاني (KCK) التي تضم تحت لوائها حزب العمال الكردستاني.

## نشأته
ليس هناك المعلومات الدقيقة عن تاريخ ولادته وعن حياته.ولكن ولد في قرية في جنوب شرق تركيا من آسرة كردية فقيرة درس في أنقرة وتعرف على اوجلان .

## نشاطه
يعتبر بايق من الأوئل الذين شاركو في تأسيس الإيديولوجية حزب العمال الكردستاني مع عبد الله أوجلان وأصدقاء آخرون مثل مصطفى قره سوا ودوران كالكان. بايق كان يدير الجناح العسكري للحزب في مرحلة الثمانينات والتسعينات للقرن الماضي، وهو ينتمي إلى الطائفة العلوية
وكما يعتبر كل من جميل بايق ودوران كالكان ومصطفى قره سوا وعلى رأسهم القائد عبد الله أوجلان ضمن مجموعة الأول في تأسيس مبادئ الحزب. ولا يزال الجميع على قيد الحياة رغم الظروف الصعبة التي واجه الحزب في الجبال. وهم الآن من كبار قادة الحزب وأعضاء في ما تسمى منظومة المجتمع الكردستاني التي تمثل الجناح السياسي للحزب.